# Ulf Grahn
Ulf Grahn, né à Solna, le 17 janvier 1942 et mort le 25 janvier 2023, est un compositeur de musique classique contemporaine qui vit actuellement aux États-Unis.